# Патч, Карл
Карл Людвиг Патч (нем. Carl Patsch; 14 сентября 1865, Ковач, Богемия, Австро-Венгерская империя (ныне близ Йичина, Чехия) — 21 февраля 1945, Вена) — австрийский историк, славист и археолог. Член Австрийской академии наук (1928).

## Биография
Сын управителя имением.
Обучался у пиаристов в Праге. В 1885—1889 годах изучал историю и географию в Карловом университете.
Продолжил учёбу в Венском университете, где изучал классическую филологию и археологию.
После окончания университета посвятил себя археологическим и историческим исследованиям в балканских странах. С 1908 года руководил Боснийско-Герцеговинским институтом балканских исследований в Сараево. В 1918 году оставил эту должность и вернулся в Вену, где получил звание профессора Венского университета и начал работать с историком Константином Иречеком. В 1922 году в Тиране, создал Национальный музей, первое постоянно действующее музейное учреждение в истории Албании.
В 1928 году был избран членом Австрийской академии наук, а в 1941 г. — иностранным членом Болгарской академии наук.
Погиб во время бомбардировки Вены авиацией союзников.

## Научная деятельность
Первые научные работы К. Патча касались археологических исследований провинции Римской империи Далмация. Со временем круг его интересов расширился, включая Албанию, опубликовал статью о историческом регионе Санджаке Бератском на границе Сербии и Черногории, включенную в серию «Antiquarisch Abteilung» (1904). В 1908—1918 годах, когда он возглавлял Сараевский институт, написал 27 монографий, в которых обсуждались проблемы истории, этнографии и литературных традиций Балканского полуострова.
После перевода в Венский университет продолжил исследования Боснии и Герцеговины, результатом которых стал двухтомный труд «Historische Wanderungen im Karst und an der Adria». В 1925 году стал издавать монографию «Beiträge zur Völkerkunde von Südosteuropa», которая к 1937 году включала шесть томов и которую автор посвятил истории и этнологии Балкан.
Раскопал многие художественные сокровища балканских стран, смог получить новые ценные материалы. Одним из самых важных его достижений были раскопки римских поселений Могорьело, Домавиум (близ Сребреницы). Проводил раскопки здесь и во многих других местах в 1899—1914 гг. Был одним из первых, кто провёл образцовые реставрационные работы.

## Избранные труды
- 1896—1912: Archäologisch-epigraphische Untersuchungen zur Geschichte der römischen Provinz Dalmatien, Wiss. Mitt. aus Bosnien und d. Hercegovina (8 т.)
- 1900: Die Lika in römischer Zeit
- 1904: Das Sandschak Berat in Albanien
- 1907: Zur Geschichte und Topographie von Narona
- 1922: Historische Wanderungen im Karst und an der Adria
- 1925—1937: Beiträge zur Völkerkunde von Südosteuropa (6 т.)
- 1937: Der Kampf um den Donauraum unter Domitian und Trajan